# Кожахметов, Сарсенбай Нургалиевич
Сарсенбай Нургалиевич Кожахметов (каз. Сәрсенбай Нұрғалиұлы Қожахметов, 10 февраля 1959 год, Кульсары, Жылыойский район)  — казахстанский государственный, общественный и политический деятель. Депутат Мажилиса Парламента Республики Казахстан (2007—2016).

## Биография
В 1975 году окончил Сельское профессионально-техническое училище N°82 посёлка Таучик по специальности "Тракториста-машиниста" широкого профиля с квалификации слесаря, в 2002 году — Центрально-Азиатский университет.
С 1975 по 1985 годы — машинист в ПО «Мангышлакнефть» ст. Жетыбай.
С 1985 по 1986 годы — 2-й Секретарь Комитета комсомола ПО «Мангышлакнефть» г. Шевченко.
С 1986 по 1989 годы — заведующий Отделом Секретариата Шевченского горкома ЛКСМ, 2-й Секретарь Ералиевского райкома ЛКСМ, Ответственный секретарь Мангышлакского обкома Коммунистической партии Казахстана. г. Шевченко
С 1990 по 1994 годы — Консультант Аппарата,Комитета Верховного Совета Казахской ССР г. Алматы.
С 1994 по 1996 годы — Государственный инспектор — заведующий Отделом государственного контроля и организационно-территориальной работы Администрации Президента Республики Казахстан г. Алматы.
С 1996 по 1999 годы — Заместитель Генерального директора АО «МангистауМунайГаз» г. Актау.
С 1999 по 2001 годы — Руководитель Управление поддержки малого предпринимательства Мангистауской области.
С 2001 по 2004 годы — Директор департамента КГД МФ РК по Мангистауской области.
С 2004 по 2007 годы — Заместитель, первый заместитель акима Мангистауской области. Руководитель Аппарата акима Мангистауской области.
С 2006 по 2007 годы — Председатель Мангистауского областного филиала партии Нур Отан.
С 2007 по 2016 годы — Депутат Мажилиса Парламента Республики Казахстан 4,5 созывов г. Астана.
6 ноября 2013 года неожиданной отставки депутата Мажилиса Парламента Ергена Дошаева с поста первого заместителя руководителя парламентской фракции «Нур Отан», депутат Сарсенбай Кожахметов был избран на должность первого заместителя парламентской фракции «Нур Отан».
15 сентября 2015 года после перехода Дариги Назарбаевой на должность вице-премьера, депутат Сарсенбай Нургалиевич был избран руководителем парламентской фракции «Нур Отан».
С 15 сентября 2015 года по 20 января 2016 годы — Заместитель Председателя Мажилиса Парламента Республики Казахстан, Руководитель фракции партии «Нур Отан».
С 24 марта 2016 по 2017 годы — Заместитель Руководителя Аппарата фракции партии Нур Отан в Мажилисе 6 созыва г. Астана.
С января 2017 года по июль 2017 годы — Советник Председателя АО НК «КазМунайГаз». г. Астана

## Прочие должности
Член Совета Директоров АО "Агентства «Хабар» (2006—2010).
Член Ассамблеи народов Казахстана
Член Президиума НПП РК «Атамекен»
Член постоянной комиссии Межпарламентской ассамблеи ЕврАзЭС по социальной политике.
Член группы по сотрудничеству с Конгрессом Соединённых Штатов Америки.
Член комиссии по аграрной политике, природным ресурсам, экологии МПА СНГ.
Член Центрально-Азиатской межпарламентской рабочей группы по проблеме ВИЧ в области законодательного обеспечения мер по противодействию распространения ВИЧ и СПИДа в рамках регионального содружества.
Член национального координационного совета по охране здоровья при Правительстве Республики Казахстан.
Член Комиссии по вопросам модернизации экономики Республики Казахстан при Президенте РК.
Член Национальной комиссии по модернизации при Президенте РК.
Член коллегии Министерства индустрии и инфраструктурного развития Республики Казахстан.
Председатель Совета по региональной политике и работе с маслихатами при фракции «Нур Отан».
Руководитель Мангистауского регионального предвыборного штаба НДП «Нур Отан» (2007)
Член Республиканского предвыборного штаба НДП «Нур Отан» (2011, 2012, 2015, 2016).
Делегат 16-го съезда ВЛКСМ.
Делегат 28-го съезда КПСС.
Делегат 12-го съезда НДП «Нур Отан».

## Выборные должности, депутатство
С 2007 по 2011 годы — Депутат Мажилиса Парламента Республики Казахстан IV созыва по партийному списку Народно-Демократической партии «Нур Отан», Член комитета по социально-культурному развитию.
С 2011 по 2016 годы — Депутат Мажилиса Парламента Республики Казахстан V созыва по партийному списку Народно-Демократической партии «Нур Отан», Член комитета по социально-культурному развитию.
Член Фракции «Нур Отан», член депутатской группы от Ассамблеи народов Казахстана

## Награды и звания
- 2004 — Орден Курмет
- 2004 — Орден Парасат
- 2001 — Медаль «За трудовое отличие» (Казахстан)
- 1998 — Медаль «Астана»
- Медаль НДП «Нур Отан» «Белсенді қызметі үшін».
- Государственные юбилейные медали
- 2001 — Медаль «10 лет независимости Республики Казахстан»
- 2005 — Медаль «10 лет Конституции Республики Казахстан»
- 2005 — Медаль «10 лет Парламенту Республики Казахстан»
- 2008 — Медаль «10 лет Астане»
- 2011 — Медаль «20 лет независимости Республики Казахстан»
- 2011 — Медаль «Мұнай-газ кешенін дамытуға қосқан үлесі үшін».
- 2013 — Медаль Конституционного Совета Республики Казахстан «За вклад в укрепление конституционной законности»
- 2013 — Медаль "20 лет тенге"
- 2015 — Медаль «20 лет Конституции Республики Казахстан»
- 2015 — Медаль «20 лет Ассамблеи народа Казахстана»
- 2015 — Медаль к 25-летию Дипломатической службы РК
- 2016 — Медаль «25 лет независимости Республики Казахстан»

Награждён нагрудным золотым знаком Первого Президента Республики Казахстан «Алтын барыс».
Почётная грамота акима Мангистауской области (2000, 2008, 2010, 2015)
Благодарственное письмо Первого Президента Республики Казахстан (2010, 2015)
Почетная грамота РК.
Почётная грамота МПА ЕврАзЭС (2011).
Почетная грамота Верховного Совета КазССР.
Благодарственные письма Председателей Сената Парламента и Мажилиса Парламента РК.
Почётная грамота Межпарламентской ассамблеи СНГ.
Почётная грамота Сената Парламента РК и Мажилиса Парламента РК.
Благодарственные письма Председателя партии Нур Отан Н. А. Назарбаева — (2005, 2007, 2015, 2016)
Благодарственное письмо Председателя Ассамблеи народа Казахстана Н. А. Назарбаева — (2007 ,2015)